# Marcelo Delgado
Marcelo Alejandro Delgado (Capitán Bermúdez, 24 marzo 1973) è un allenatore di calcio ed ex calciatore argentino, di ruolo attaccante.

## Carriera

### Club
Ha messo a segno molti gol tra Primera División argentina (soprattutto con il Racing Club Avellaneda e con il Boca Juniors) e Primera División messicana (con il Cruz Azul). Nel 2003 è stato, con 9 reti, il capocannoniere della Coppa Libertadores, a pari merito con Ricardo Oliveira.

### Nazionale
Ha partecipato con la Nazionale argentina al campionato del mondo 1998 e alle Olimpiadi di Atlanta 1996.

## Palmarès

### Giocatore

#### Club

##### Competizioni nazionali
- Campionato argentino: 3

Boca Juniors: Apertura 2000, Apertura 2005, Clausura 2006

##### Competizioni internazionali
- Coppa Libertadores: 3

Boca Juniors: 2000, 2001, 2003
- Coppa Intercontinentale: 1

Boca Juniors: 2000
- Coppa Sudamericana: 1

Boca Juniors: 2005
- Recopa Sudamericana: 1

Boca Juniors: 2005

#### Nazionale
- Argento olimpico: 1

Atlanta 1996

#### Individuale
- Equipo Ideal de América: 1

2002
- Capocannoniere della Copa Libertadores: 1

2003 (9 gol, condiviso con Ricardo Oliveira)